# ألان يونغ (لاعب كرة قدم بريطاني)
ألان يونغ (بالإنجليزية: Alan Young)‏ هو لاعب كرة قدم بريطاني، ولد في 12 أغسطس 1983 في إنجلترا في المملكة المتحدة.